# Liteň
Liteň (en allemand : Litten) est un bourg (městys) du district de Beroun, dans la région de Bohême-Centrale, en République tchèque. Sa population s'élevait à 1 197 habitants en 2020.

## Géographie
Liteň est arrosée par la Litavka, un affluent de la Berounka, et se trouve à 9 km au sud-sud-est de Beroun et à 29 km au sud-ouest de Prague.
La commune est limitée par Korno et Karlštejn au nord, par Hlásná Třebaň et Zadní Třebaň à l'est, par Svinaře et Skuhrov au sud, et par Nesvačily, Vinařice et Měňany à l'ouest.

## Histoire
La première mention écrite de la localité date de 1195. La commune a le statut de městys depuis le 10 octobre 2006.

## Administration
La commune se compose de quatre quartiers :
- Liteň
- Běleč
- Dolní Vlence
- Leč